# Fangshan
Fangshan  (en chino, 房山; pinyin, Fángshān; literalmente, ‘montaña Dafang -Gran casa-’) es uno de los 16 distritos de la ciudad de Pekín, República Popular China. Localizado al suroeste de la ciudad, su área es 1994 km² y su población total para 2020 superó el millón de habitantes.
Su economía se basa tanto en la industria como la agricultura y la minería.
Este distrito fue construido en 1925.

## Administración
El distrito de Fangshan se divide en 11 poblados, 4 subdistritos, 3 regiones y 6 aldeas.
- Poblado Yán cūn 阎村镇
- Poblado dòu diàn 窦店镇
- Poblado shí lóu 石楼镇
- Poblado zhǎngyáng 长阳镇
- Poblado héběi 河北镇
- Poblado zhǎng gōu 长沟镇
- Poblado dàshí wō 大石窝镇
- Poblado zhāng fang 张坊镇
- Poblado shí dù 十渡镇
- Poblado qīng lónghú 青龙湖镇
- Poblado hán cūn hé 韩村河镇
- Subdistrito Chéngguān 城关街道
- Subdistrito xiàngyáng 向阳街道
- Subdistrito dōngfēng 东风街道
- Subdistrito yíngfēng 迎风街道
- Subdistrito xīngchéng 星城街道
- Región Liángxiāng 良乡地区
- Región zhōukǒudiàn 周口店地区
- Región liúlí hé 琉璃河地区
- Aldea Fúzi zhuāng 佛子庄乡
- Aldea dà'ān shān 大安山乡
- Aldea xiá yún lǐng 霞云岭乡
- Aldea shǐjiā yíng 史家营乡
- Aldea pú wā 蒲洼乡
- Aldea nán jiào xiāng.南窖乡